# Programa Antártico Brasileiro

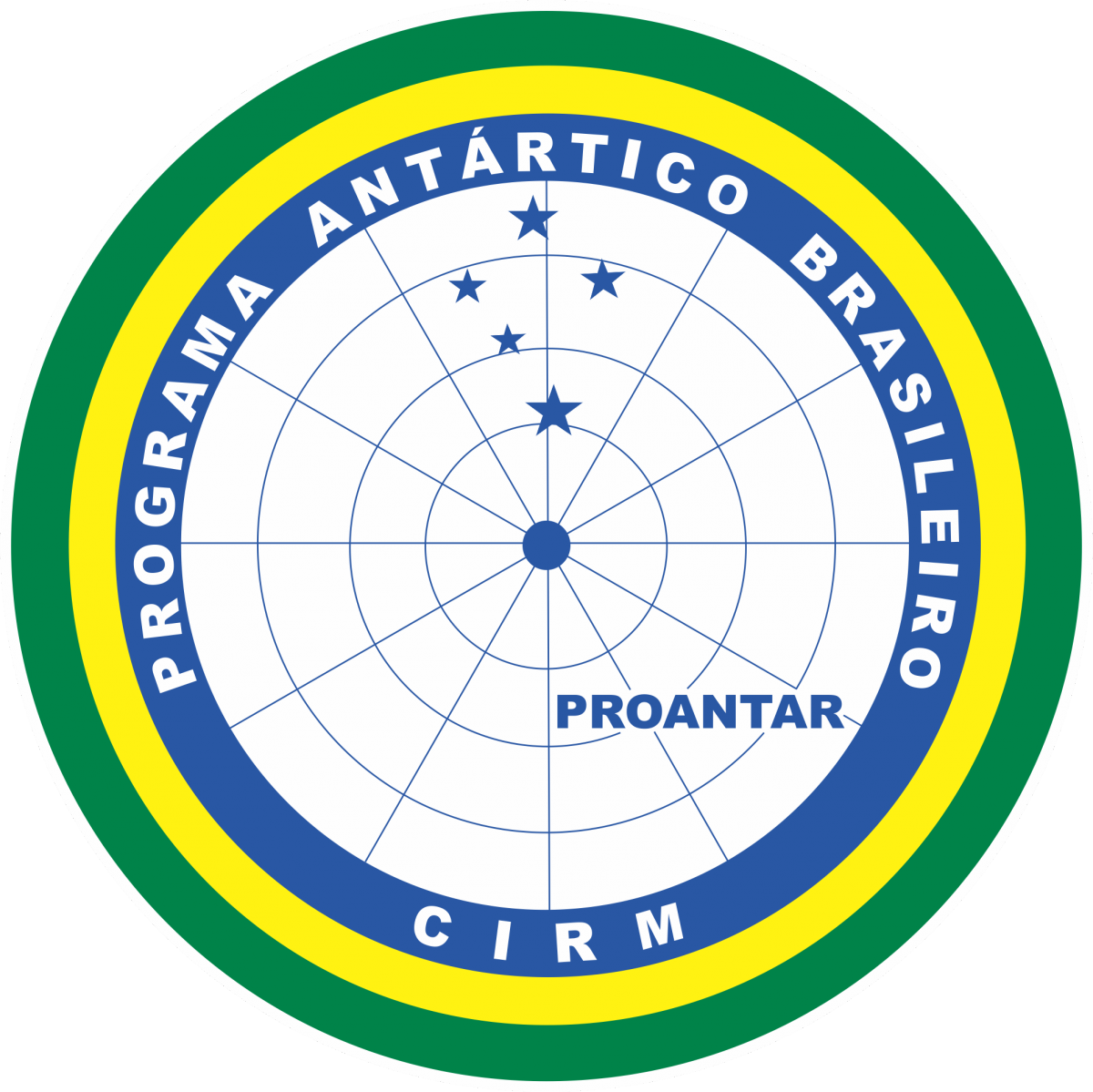

Il Programa Antártico Brasileiro (PROANTAR) è un programma nazionale antartico gestito dalla marina militare brasiliana.
Il PROANTAR è un programma statale decentralizzato e multi-istituzionale che ha la finalità di garantire la presenza strategica del Brasile in Antartide, promuovendo la ricerca scientifica e preservando l'ambiente antartico. Tutte le attività del programma, includendo ricerca, turismo, pesca, formazione, divulgazione, devono rispettare il quadro normativo del Trattato Antartico.

## Storia

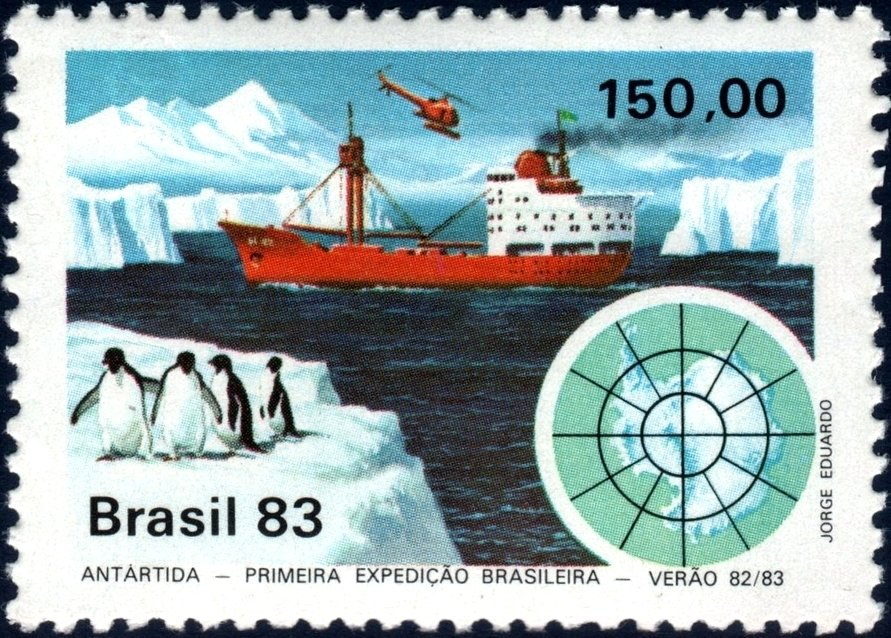
Francobollo celebrativo della “Operação Antártica I”

Il programma ebbe inizio ufficialmente nel gennaio del 1982, quando la Marinha do Brasil acquisì il rompighiaccio Thala Dan, (poi ribattezzato Barão de Teffé). Nello stesso anno, il Brasile intraprese la sua prima spedizione antartica (“Operação Antártica I”). Il Barão de Teffé effettuò una missione di ricognizione nel settore nordoccidentale dell'Antartide, per selezionare il luogo in cui sarebbe stata costruita la futura stazione antartica brasiliana. Il successo della spedizione portò al riconoscimento internazionale da presenza brasiliana in Antartide, che fu ammesso come parte consultiva al Trattato Antartico nel 1983.
Una seconda spedizione ("Operação Antártica II") fu realizzata nell'estate 1983-84, focalizzata principalmente sulla costruzione della stazione antartica comandante Ferraz, sull'Isola di re Giorgio (Isole Shetland Meridionali). La stazione, completata nel febbraio 1984, era inizialmente composta da 8 moduli e fu ampliata sino a 33 moduli nell'anno successivo. A partire dal 1986, la stazione è divenuta operativa per 365 giorni all'anno.

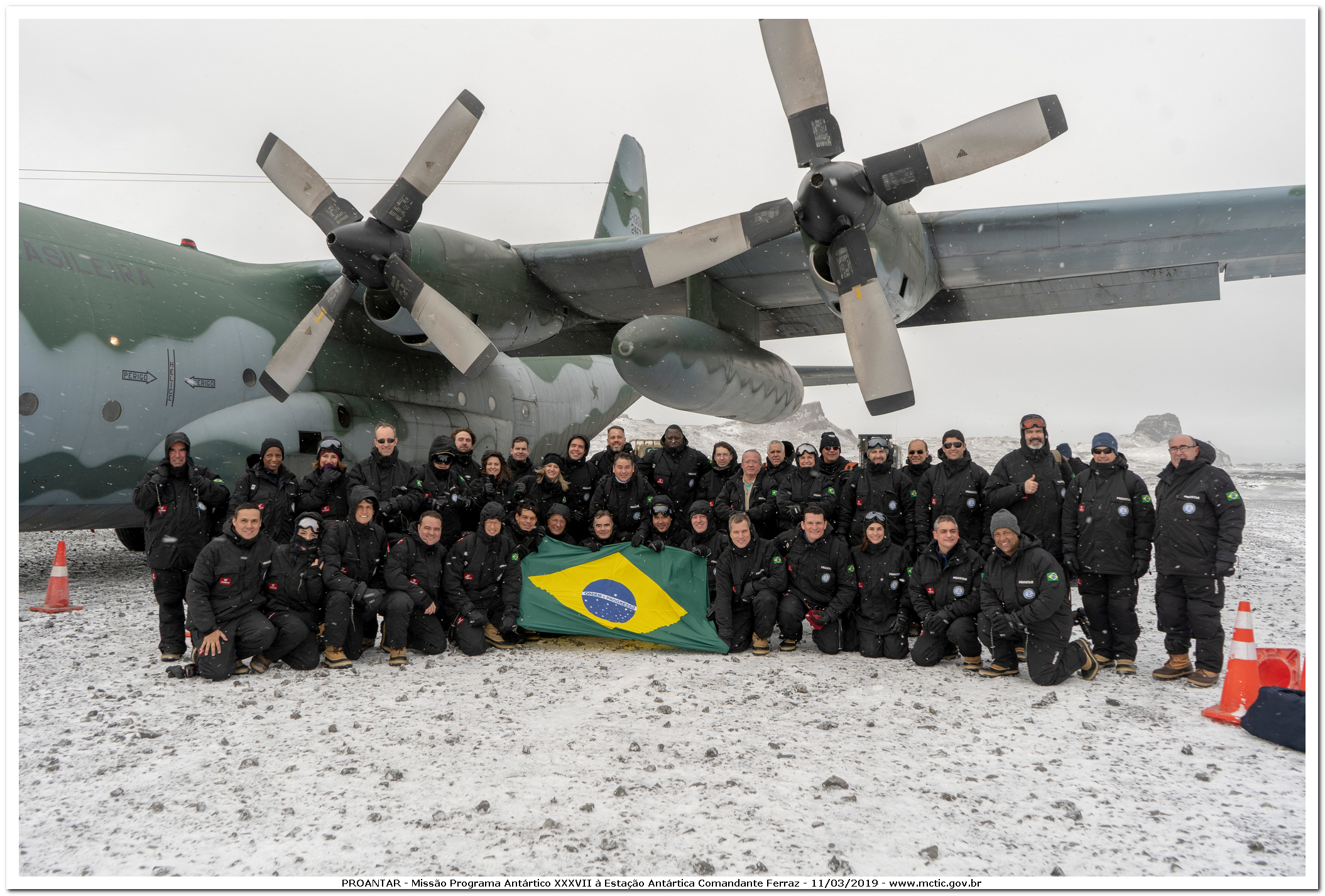
Missione PROANTAR XXXVII alla stazione Comandante Ferraz, marzo 2019

La base ha ospitato nel 1991 per 3 giorni il presidente Fernando Collor, primo presidente brasiliano a mettere piede in Antartide,, mentre nel febbraio 2008 fu la volta del presidente Luiz Inácio Lula da Silva, accompagnato dalla firt lady Marisa Letícia.
Nel 2009, la Marina brasiliana ha incorporato nella sua flotta la rompighiaccio e nave da ricerca Almirante Maximiano, dotata di un hangar per due elicotteri (UH-12/13 e IH-6B) e di moderni laboratori per la ricerca scientifica nell'ambiente antartico. La nave può ospitare 106 passeggeri, un terzo dei quali sono scienziati e ricercatori.
Sempre nel 2009, il Brasile ha effettuato la sua prima spedizione scientifica nazionale sulla calotta glaciale antartica. La spedizione ha eseguito studi atmosferici, glaciologici, geologici e geofisici in tutta l'area di Patriot Hills e nell'area subglaciale del Lago Ellsworth.
Il 12 gennaio 2012, il Programma Antartico Brasiliano ha inaugurato il modulo Criosfera 1 (84°00′S 79°30′W), un modulo scientifico autosostenibile per la raccolta di dati meteorologici, situato sull'altopiano della calotta glaciale dell'Antartide occidentale, a 670 chilometri dal Polo Sud e 2.500 chilometri a sud della stazione Ferraz.

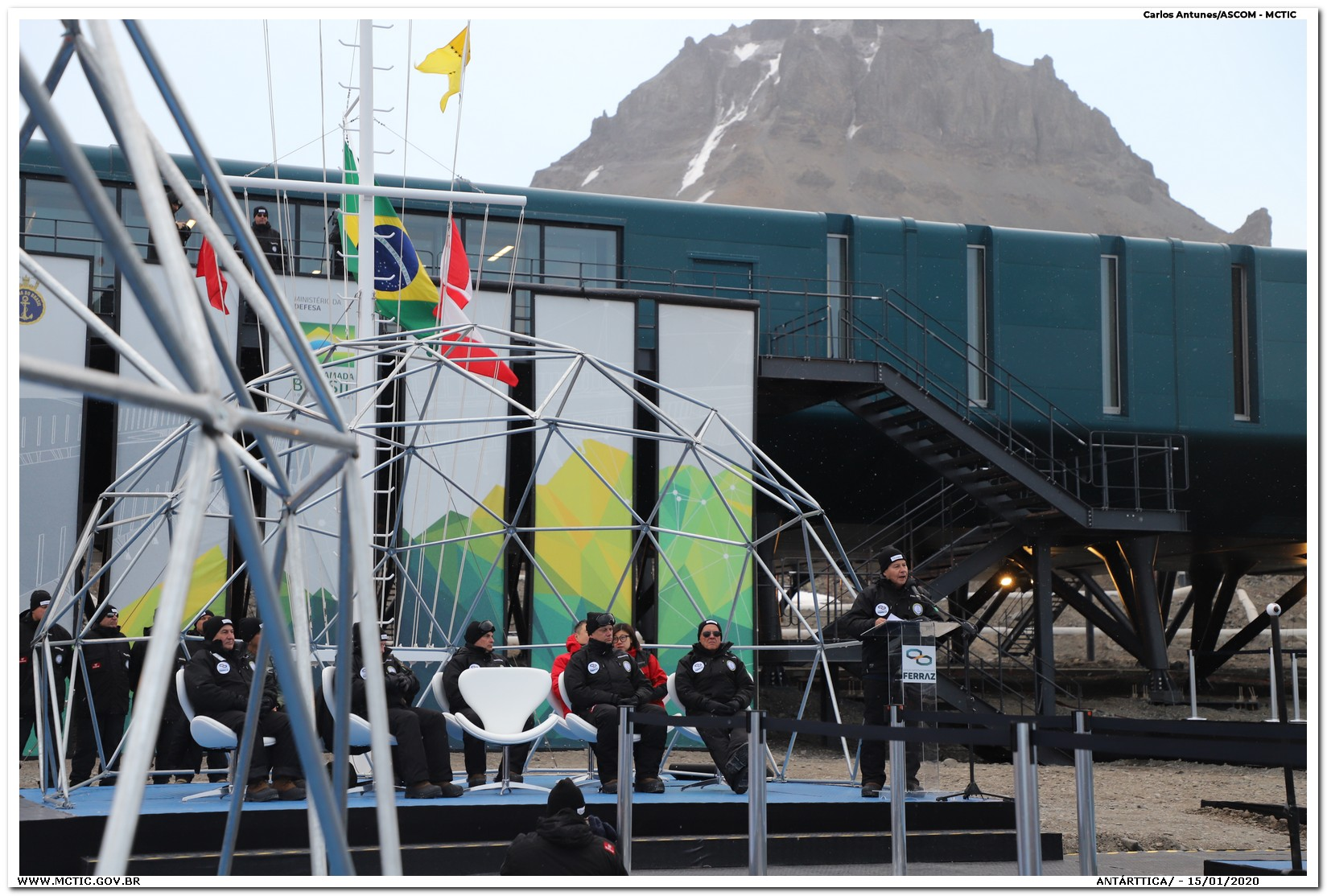
Inaugurazione delle nuove strutture della stazione Ferraz, 2020.

Il 25 febbraio 2012, un'esplosione nella sala macchine che ospita i generatori dell'impianto provocò un incendio che distrusse circa il 70% dell'edificio. Due soldati, originariamente denunciati come dispersi dalla Marina brasiliana, sono stati trovati morti tra le macerie della stazione dopo l'incendio, mentre un terzo ha riportato ferite non mortali.
In seguito all'incendio è stato bandito un concorso internazionale per la progettazione della nuova base antartica. Nel 2014 sono stati proclamati i progetti vincitori.
La nuova struttura è stata inaugurata nel gennaio 2020 alla presenza del vicepresidente del Brasile, Hamilton Mourão, e del ministro della Scienza e della Tecnologia, Marcos Pontes.

## Stazioni di ricerca

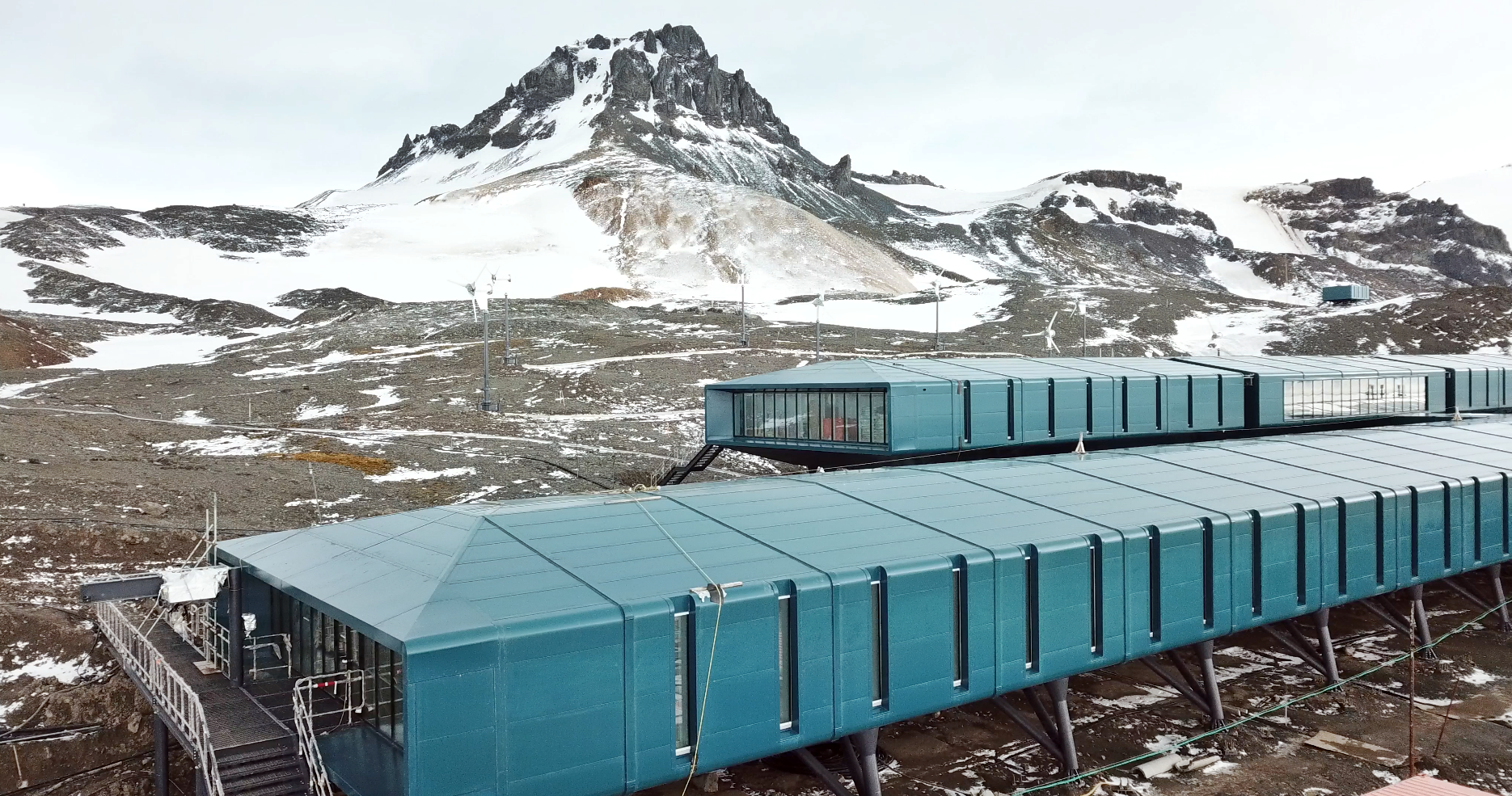
La stazione antartica comandante Ferraz

Il Brasile mantiene in Antartide una base permanente di ricerca, la stazione antartica comandante Ferraz (62°08′S 58°40′W), attiva dal 1984.
Dispone inoltre di alcune basi, rifugi e laboratori che dipendono sia logisticamente che amministrativamente dalla stazione Ferraz:
- Rifugio astronomo Cruls (62°14′30″S 58°58′48″W), base estiva fondata nel 1984/85 sull'isola Nelson, nelle Shetland meridionali.
- Rifugio Emílio Goeldi (61°05′S 55°20′W), base estiva fondata nel 1988/89 sull'isola Elephant, nelle Shetland meridionali.
- Criosfera 1 (84°00′S 79°30′W), modulo scientifico autosostenibile per la raccolta di dati meteorologici installato a circa 670 km dal Polo sud, a circa 2500 km dalla Stazione Ferraz.[7]

In passato sono state attive anche le seguenti installazioni:
- Rifugio padre Rambo (62°09′53″S 58°57′53″W), rifugio fondato nel 1984/85 nella Penisola Fildes, isola di re Giorgio, smantellato nel 2004.
- Rifugio ingegner Wiltgen (61°01′S 55°21′W), rifugio fondato sull'isola Elephant nel 1984/85 e smantellato durante l'estate 1997/98

## Trasporti
La Marinha do Brasil e la Força Aérea Brasileira sono i responsabili della logistica del PROANTAR, che comprende il trasporto del personale militare e civile, degli equipaggiamenti e dei rifornimenti.

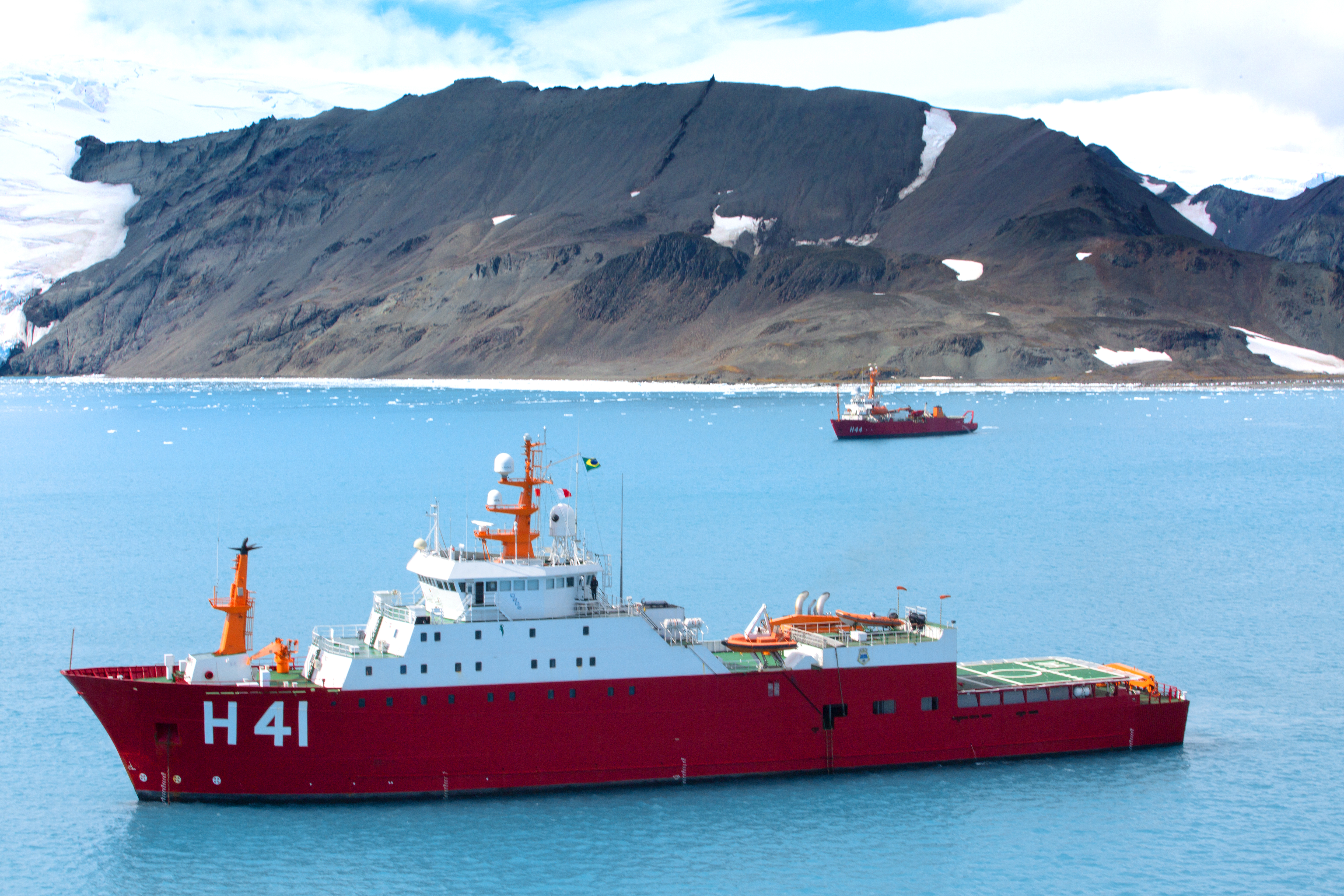
Almirante Maximiano
(in primo piano) e Ary Rongel (sullo sfondo)

### Navi
Il programma si avvale del supporto delle seguenti imbarcazioni:
- Almirante Maximiano (H-41) - rompighiaccio e nave da ricerca.
- Ary Rongel (H-44) - rompighiaccio e nave da ricerca.
- Cruzeiro do Sul (H-38) - nave da ricerca oceanografica.

### Aeromobili
I trasporti aerei verso l'Antartide sono storicamente gestiti, dal 1983, dal Primeiro Esquadrão do Primeiro Grupo de Transporte (1º/1º GT) della aviazione brasiliana, detto anche "Esquadrão Gordo".
Le operazioni di rifornimento della base Ferraz si sono avvalse in passato di aerei da trasporto militare C-130 Hercules. Dal dicembre del 2021 sono operativi anche gli KC-390 Millennium (C-390), nuovi aerei da trasporto di produzione brasiliana, più veloci e con maggiore capacità del C-130.

Eurocopter EC135

Le missioni brasiliane dispongono inoltre dell'appoggio del Primeiro Esquadrão de Helicópteros (EsqdHU-1) che dispone storicamente di una squadra di elicotteri HB350 Esquilo, in grado di atterrare sia sulle navi appoggio che sull'eliporto della base Ferraz. Nel 2019 la squadra è stata potenziata con l'entrata in funzione del primo di tre Eurocopter EC135 (UH-17), elicotteri militari da trasporto acquisiti dal programma antartico, più moderni e di maggiore capacità.